# Lodovico Tuminello
Lodovico Tuminello (Roma, 17 giugno 1824 – Roma, 9 giugno 1907) è stato un fotografo e pittore italiano.

## Biografia

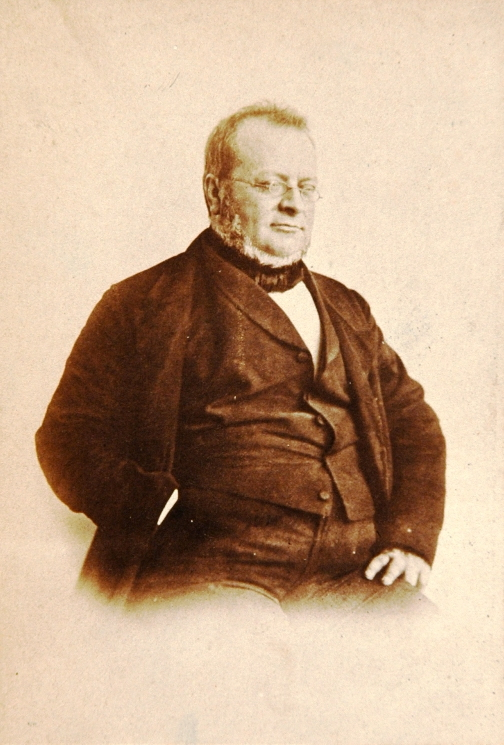
Cavour

Figlio di Giuseppe e di Maria Leville, inizia l'attività di fotografo negli anni 1840. Nel 1849 aderisce alla Repubblica Romana e in seguito alla caduta di quest'ultima, il 6 agosto 1849 andò in esilio a Torino. Qui continuò a svolgere l'attività di fotografo. Suo un famoso ritratto fotografico di Cavour. Torna a Roma nel 1869.

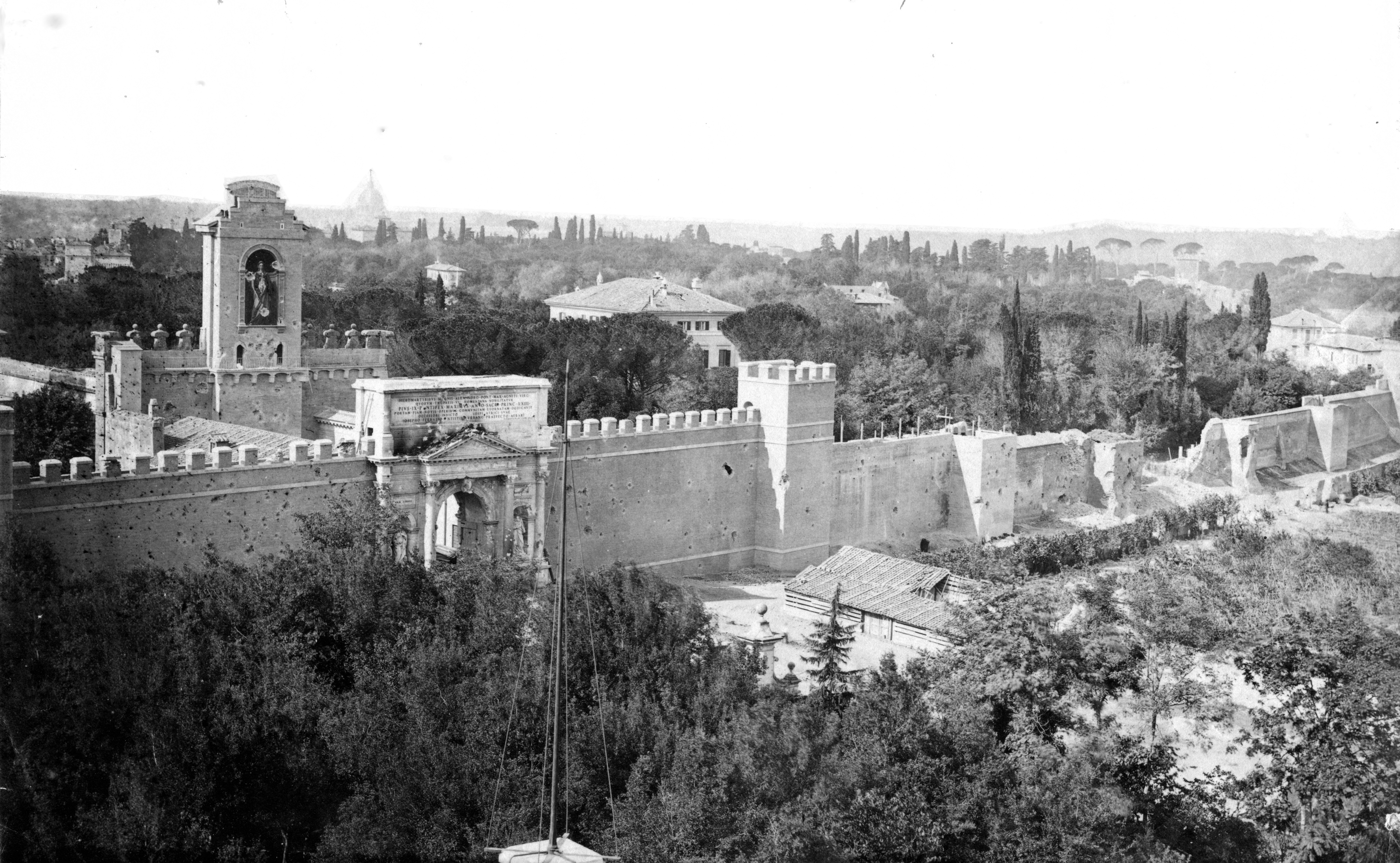
La Breccia di Porta Pia

Il 20 settembre 1870 è a Roma e documenta la presa di Roma con le sue foto, tra cui quella della Breccia di Porta Pia. Lo stesso anno, tra maggio e luglio, si reca in Tunisia con la spedizione di Orazio Antinori. La spedizione era promossa dalla Società Geografica Italiana, con cui Tuminello firmò un contratto per realizzazione di una serie di scatti fotografici.
Le foto della spedizione in Tunisia furono, esposte e premiate a Venezia alla mostra geografica internazionale del 1881.
Partecipò nel 1890, all'Esposizione delle Arti e dell’Industria a Roma e nel 1899 a quella fotografica di Firenze. Nel 1906 una parte del suo archivio fu comprato dal Gabinetto fotografico nazionale.
A Roma aveva un laboratorio fotografico in via dei Condotti, al civico 21. Era contrario alla prassi dell'epoca di ritoccare le fotografie per mascherarne gli errori. Silvio Negro dice che Tuminello metteva nella vetrina, accanto alle foto, un cartello con la scritta "Non deturpate dai foto-ritocchi"
È morto a via Rasella, 131, pochi giorni prima di compiere 83 anni.